# ميتش إروين
ميتش إروين (بالإنجليزية: Mitch Irwin)‏ هو سياسي أمريكي، ولد في 8 يوليو 1952 في سولت سانت ماري في الولايات المتحدة. حزبياً، نشط في الحزب الديمقراطي. وقد انتخب عضو مجلس ولاية ميشيغان.